# Single numer jeden w roku 2020 (Litwa)
Notowania Singlų Top 100 publikowane i kompletowane są przez organizację AGATA w oparciu o cotygodniowe wyniki sprzedaży cyfrowej i fizycznej singli na Litwie, a także częstotliwość odtwarzania utworów w serwisach streamingowych takich jak; Spotify, Deezer, Apple Music, iTunes, Google Play i Shazam. Poniżej znajduje się tabela prezentująca najpopularniejsze single w danych tygodniach w roku 2020.
W 2020 szesnaście singli różnych artystów osiągnęły szczyt litewskiego notowania AGATA, licząc utwory „All I Want for Christmas Is You” Mariah Carey i „Dance Monkey” Tones and I, które już pod koniec 2019 znalazły się na pierwszym miejscu listy.

## Historia notowania
| Data publikacji | Tytuł                               | Artysta                                     | Źródło |
| --------------- | ----------------------------------- | ------------------------------------------- | ------ |
| 6 stycznia      | „Dance Monkey”                      | Tones and I                                 | [ 5 ]  |
| 10 stycznia     | „Blinding Lights”                   | The Weeknd                                  | [ 6 ]  |
| 17 stycznia     | „Blinding Lights”                   | The Weeknd                                  | [ 7 ]  |
| 24 stycznia     | „The Box”                           | Roddy Ricch                                 | [ 8 ]  |
| 31 stycznia     | „Blinding Lights”                   | The Weeknd                                  | [ 9 ]  |
| 7 lutego        | „Blinding Lights”                   | The Weeknd                                  | [ 10 ] |
| 14 lutego       | „Blinding Lights”                   | The Weeknd                                  | [ 11 ] |
| 25 lutego       | „On Fire”                           | The Roop                                    | [ 12 ] |
| 1 marca         | „On Fire”                           | The Roop                                    | [ 13 ] |
| 6 marca         | „On Fire”                           | The Roop                                    | [ 14 ] |
| 13 marca        | „On Fire”                           | The Roop                                    | [ 15 ] |
| 20 marca        | „On Fire”                           | The Roop                                    | [ 16 ] |
| 27 marca        | „Blinding Lights”                   | The Weeknd                                  | [ 17 ] |
| 3 kwietnia      | „Blinding Lights”                   | The Weeknd                                  | [ 18 ] |
| 10 kwietnia     | „Blinding Lights”                   | The Weeknd                                  | [ 19 ] |
| 17 kwietnia     | „Blinding Lights”                   | The Weeknd                                  | [ 20 ] |
| 24 kwietnia     | „Blinding Lights”                   | The Weeknd                                  | [ 21 ] |
| 4 maja          | „Blinding Lights”                   | The Weeknd                                  | [ 22 ] |
| 8 maja          | „Blinding Lights”                   | The Weeknd                                  | [ 23 ] |
| 15 maja         | „Blinding Lights”                   | The Weeknd                                  | [ 24 ] |
| 22 maja         | „Blinding Lights”                   | The Weeknd                                  | [ 25 ] |
| 29 maja         | „Blinding Lights”                   | The Weeknd                                  | [ 26 ] |
| 5 czerwca       | „Blinding Lights”                   | The Weeknd                                  | [ 27 ] |
| 12 czerwca      | „Blinding Lights”                   | The Weeknd                                  | [ 28 ] |
| 19 czerwca      | „Blinding Lights”                   | The Weeknd                                  | [ 29 ] |
| 26 czerwca      | „Blinding Lights”                   | The Weeknd                                  | [ 30 ] |
| 3 lipca         | „Homèris”                           | OG Version                                  | [ 31 ] |
| 10 lipca        | „Watermelon Sugar”                  | Harry Styles                                | [ 32 ] |
| 17 lipca        | „Watermelon Sugar”                  | Harry Styles                                | [ 33 ] |
| 24 lipca        | „Watermelon Sugar”                  | Harry Styles                                | [ 34 ] |
| 31 lipca        | „Watermelon Sugar”                  | Harry Styles                                | [ 35 ] |
| 7 sierpnia      | „Watermelon Sugar”                  | Harry Styles                                | [ 36 ] |
| 14 sierpnia     | „Watermelon Sugar”                  | Harry Styles                                | [ 37 ] |
| 21 sierpnia     | „Watermelon Sugar”                  | Harry Styles                                | [ 38 ] |
| 29 sierpnia     | „Dynamite”                          | BTS                                         | [ 39 ] |
| 4 września      | „Bad Boy” (Acoustic Version)        | NKSN, M.O.030                               | [ 40 ] |
| 11 września     | „Lithuania”                         | Big Sean feat. Travis Scott                 | [ 41 ] |
| 18 września     | „WAP”                               | Cardi B feat. Megan Thee Stallion           | [ 42 ] |
| 25 września     | „WAP”                               | Cardi B feat. Megan Thee Stallion           | [ 43 ] |
| 2 października  | „Lemonade”                          | Internet Money, Gunna ft. Don Toliver & Nav | [ 44 ] |
| 9 października  | „Lemonade”                          | Internet Money, Gunna ft. Don Toliver & Nav | [ 45 ] |
| 16 października | „Lemonade”                          | Internet Money, Gunna ft. Don Toliver & Nav | [ 46 ] |
| 23 października | „Lemonade”                          | Internet Money, Gunna ft. Don Toliver & Nav | [ 47 ] |
| 30 października | „Positions”                         | Ariana Grande                               | [ 48 ] |
| 6 listopada     | „Lemonade”                          | Internet Money, Gunna ft. Don Toliver & Nav | [ 49 ] |
| 13 listopada    | „Lemonade”                          | Internet Money, Gunna ft. Don Toliver & Nav | [ 50 ] |
| 20 listopada    | „Therefore I Am”                    | Billie Eilish                               | [ 51 ] |
| 27 listopada    | „Therefore I Am”                    | Billie Eilish                               | [ 52 ] |
| 4 grudnia       | „Therefore I Am”                    | Billie Eilish                               | [ 53 ] |
| 11 grudnia      | „All I Want for Christmas Is You”   | Mariah Carey                                | [ 54 ] |
| 18 grudnia      | „All I Want for Christmas Is You”   | Mariah Carey                                | [ 55 ] |
| 25 grudnia      | „Rockin’ Around the Christmas Tree” | Brenda Lee                                  | [ 56 ] |
| 31 grudnia      | „The Business”                      | Tiësto                                      | [ 57 ] |